# Гончаренко, Ангелина Павловна
Ангели́на Па́вловна Гончаре́нко (род. 23 мая 1994, Москва) — российская хоккеистка, защитница клуба «Торпедо» и сборной России. Мастер спорта России международного класса.

## Биография
В хоккей попала благодаря стараниям брата, посетив его тренировку. Училась в спортивной школе «Орбита», выступая за её команду в течение четырёх лет. С 2007 по 2013 годы выступала за команду «Белые Медведи», являясь одной из немногих девушек, выступавшей в этой чисто мужской команде. С 2013 года играла за уфимскую «Агидель» под номером 2, как и в «Белых Медведях». В составе сборной России выиграла бронзовую медаль чемпионата мира 2013 года. В 2014—2018 годах игрок «Торнадо», с 2019 года игрок клуба СКИФ.
Чемпионка зимней Универсиады 2015 и 2017 годов.